# Acanthascus dawsoni
Acanthascus dawsoni är en svampdjursart som först beskrevs av Lawrence Morris Lambe 1892.  Acanthascus dawsoni ingår i släktet Acanthascus och familjen Rossellidae. Inga underarter finns listade i Catalogue of Life.